# Kreativna klasa
Kreativna klasa stajalište je američkog teoretičara urbanih studija Richarda Floride za tobožnju socioekonomsku klasu. Florida, profesor i voditelj instututa Martin Prosperity Institute pri fakultetu za menadžment Rotman School of Management na Sveučilištu u Torontu, tvrdi da je kreativna klasa ključna pokretačka snaga za ekonomski razvoj postindustrijskih gradova u Sjedinjenim Američkim Državama.

## Pregled
Florida opisuje kreativnu klasu koja se sastoji od 40 milijuna radnika (oko 30% radne snage SAD-a). On dijeli klasu na dva široka odjeljka, izvedenih iz kodova Standardnog sustava klasifikacije zanimanja
- Super-kreativna jezgra: Ova skupina obuhvaća oko 12% svih poslova u SAD-u. Uključuje širok raspon zanimanja (npr. znanost, inženjerstvo, obrazovanje, računalno programiranje, istraživanje), s umjetničkim djelatnicima, dizajnom i medijskim djelatnicima koji čine mali podskup. Florida smatra da oni koji pripadaju ovoj skupini "u potpunosti sudjeluju u kreativnom procesu" (2002., str. 69). Super-kreativna jezgra smatra se inovativnom, stvara komercijalne proizvode i robu široke potrošnje.Primarna radna funkcija njegovih članova je kreativnost i inovativnost. "Uz rješavanje problema, njihov posao može uključivati i pronalaženje problema" (Florida, 2002., str. 69).
- Kreativni profesionalci : Ovi profesionalci su klasični radnici znanja i uključuju one koji rade u zdravstvu, poslovanju i financijama, pravnoj struci i obrazovanju. Oni "prislanjaju složena tijela znanja kako bi riješili specifične probleme" koristeći više stupnjeve obrazovanja za to (Florida, 2002).

Osim ove dvije glavne skupine kreativnih ljudi, obično mnogo manja skupina boema također je uključena u kreativnu klasu. U svojoj studiji iz 2002. Florida je zaključio da će kreativna klasa biti vodeća snaga rasta u gospodarstvu za koje se očekuje da će porasti za više od 10 milijuna radnih mjesta u sljedećem desetljeću, što bi 2012. bilo jednako gotovo 40% stanovništva.

## Pozadina
Društvene teorije koje je razvijao Florida potaknule su mnoge rasprave i slično. Floridov rad predlaže da je nova klasa ili klasa koja je u nastajanju — ili demografski segment sastavljen od radnika znanja, intelektualaca i raznih tipova umjetnika — uzlazna gospodarska sila, koja predstavlja veliki odmak od tradicionalnih gospodarstava temeljenih na poljoprivredi ili industriji ili opće restrukturiranje u složenije ekonomske hijerarhije.
Teze koje je razvio Florida u raznim publikacijama izvučene su, između ostalih izvora, i iz demografskih podataka Ureda za popis stanovništva SAD-a, fokusirajući se najprije na ekonomske trendove te na pomake koji su vidljivi u velikim američkim gradovima, a kasniji rad proširio je fokus i na međunarodnu razinu.
Brojni određeni gradovi i regije (uključujući kalifornijsku Silicijsku dolinu, Washington, DC, Baltimore, Bostonsku cestu 128, Trokut u Sjevernoj Karolini, Austin, Seattle, Bangalore, Dublin i Švedsku) počeli su se identificirati s ovim ekonomskim trendovima. U Floridov publikacijama, ista su mjesta također povezana s velikom populacijom kreativne klase.
Florida tvrdi da je kreativna klasa društveno relevantna zbog sposobnosti njezinih članova da potaknu regionalni gospodarski rast kroz razne inovacije (2002).
Walter Grünzweig, profesor američkih studija na Tehničkom sveučilištu u Dortmundu, pokazao je da podrijetlo izraza "kreativna klasa" ne leži s R. Floridom, već se vraća na odlomak u eseju "Moć" Ralpha Walda Emersona u njegovom zbirka The Conduct of Life (1860.).

## Zanimanja
Florida kaže da je kreativna klasa klasa radnika čiji je posao stvaranje smislenih novih oblika (2002). Sastoji se od inženjera te znanstvenika, sveučilišnih profesora, pjesnika i arhitekata, a uključuje i "ljude u dizajnu, obrazovanju, umjetnosti, glazbi i zabavi, čija je ekonomska funkcija stvaranje novih ideja, nove tehnologije i/ili kreativnog sadržaja" (Florida, 2002., str. 8). Dizajni ove skupine smatraju se široko prenosivim i korisnim. Drugi sektor Kreativne klase uključuje pozicije koje zahtijevaju veliko znanje ; oni obično zahtijevaju visok stupanj formalnog obrazovanja (Florida, 2002). Primjeri radnika u ovom sektoru su zdravstveni radnici i poslovni menadžeri, koji se smatraju dijelom podskupine zvane Kreativni profesionalci. Njihov primarni posao je promišljanje i stvaranje novih pristupa problemima. Kreativnost se sve više cijeni u današnjem globalnom društvu. Poslodavci vide kreativnost kao kanal za samoizražavanje i zadovoljstvo poslom svojih zaposlenika. Oko 38,3 milijuna Amerikanaca i 30 posto američke radne snage poistovjećuje se s kreativnom klasom. Taj se broj u posljednjih 20 godina povećao za više od 10 posto.
Kreativna klasa ujedno je poznata i po svom odmaku od tradicionalnog odijevanja i ponašanja na radnom mjestu. Pripadnici kreativne klase mogu odrediti vlastito radno vrijeme i pravila odijevanja na radnom mjestu, često se vraćajući opuštenijoj, ležernijoj odjeći umjesto poslovnih odijela i kravata. Članovi kreativne klase mogu raditi sami za sebe i određivati vlastito radno vrijeme, ne držeći se više standarda od 7 do 3. Neovisnost se također visoko cijeni među kreativnom klasom i očekuje se na radnom mjestu (Florida, 2002.).

## Globalna ekonomija
Kreativna klasa nije radnička klasa među mnogima, već skupina za koju se vjeruje da donosi gospodarski rast zemljama koje mogu privući svoje članove. Ekonomske koristi koje donosi Kreativna klasa uključuju rezultate u novim idejama, industriju visoke tehnologije i regionalni rast. Iako Kreativna klasa postoji već stoljećima, SAD je bila prva velika zemlja koja je imala Kreativnu klasu koji se bavi informacijskom tehnologijom, u 1960-im i 1970-im godinama. U 1960-ima manje od pet posto stanovništva SAD-a bilo je dio kreativne klase, broj koji je porastao na 26 posto. S obzirom na to da je postojanje jake kreativne klase ključno u današnjoj globalnoj ekonomiji, Europa je sada gotovo jednaka broju Amerike za ovu skupinu. Razvilo se međugradsko natjecanje za privlačenje članova Kreativne klase.
Nakon empirijske studije u 90 zemalja, Rindermann et al. (2009) tvrdi da klase visokih sposobnosti (ili pametne klase) odgovorne su za ekonomski rast, stabilan demokratski razvoj i pozitivno vrednovane političke aspekte (učinkovitost vlade, vladavina prava i sloboda).

## Mjesta visoke populacije kreativne klase
Florida koristi popise stanovništva i ekonomskih podataka koje je predstavljeno u djelima kao što su Uspon kreativne klase (2002), Gradovi i kreativna klasa (2004) i Bijeg kreativne klase (2007), kao i Bobos u raju od David Brooks (čiji "boboi" otprilike odgovaraju Floridov kreativnoj klasi) i NEO Power Rossa Honeywill , pokazalo je da gradovi koji privlače i zadržavaju kreativne stanovnike napreduju, dok oni koji ne stagniraju. Ovo je istraživanje postalo popularno u poslovnoj zajednici, kao i među političarima i urbanistima. Florida i drugi teoretičari kreativne klase pozivani su na sastanke Nacionalne konferencije gradonačelnika i brojnih odbora za ekonomski razvoj, poput [neaktivna poveznica] gradonačelnika Denvera za kreativne prostore i Inicijativa Cool Cities guvernerke Michigana Jennifer Granholm.
U Gradovima i kreativnoj klasi, Florida posvećuje nekoliko poglavlja raspravi o tri glavna preduvjeta kreativnih gradova (iako postoje mnoge dodatne kvalitete koje razlikuju kreativne magnete). Da bi grad privukao kreativnu klasu, on tvrdi da, mora posjedovati "tri 'T'": Talent (visoko talentirano/obrazovano/kvalificirano stanovništvo), Tolerancija (raznolika zajednica, koja ima etos 'živi i pusti živjeti') i Tehnologija (tehnološka infrastruktura neophodna za poticanje poduzetničke kulture). U Rise of the Creative Class, Florida tvrdi da pripadnici kreativne klase cijene meritokraciju, različitost i individualnost te traže te karakteristike kada se presele (2002.).
Kao što Florida pokazuje u svojim knjigama, Buffalo, New Orleans i Louisville primjeri su gradova koji su pokušali privući kreativnu klasu, ali u usporedbi s gradovima koji bolje oslikavaju "tri 'T'", nisu uspjeli. Djelatnici Kreativne klase tražili su gradove koji bolje zadovoljavaju njihove kulturne, kreativne i tehnološke potrebe, kao što su Chapel Hill, San Francisco, Washington, DC, Austin, Seattle, Toronto, Ontario i Portland, Oregon. Florida također primjećuje da Lexington i Milwaukee, Wisconsin imaju sastojke da budu "vodeći gradovi u novom gospodarstvu".
"Indeks kreativnosti" je još jedan alat koji Florida koristi da bi opisao kako grad privlači pripadnike kreativne klase. Indeks kreativnosti uključuje četiri elementa koja su sljedeća: "udio kreativne klase u radnoj snazi; inovacije, mjerene kao patenti po glavi stanovnika; industrija visoke tehnologije, korištenjem široko prihvaćenog Tech Pole Indexa Instituta Milken…; i raznolikost, mjerena Gay Indexom, razumna vrijednost proxy za otvorenost područja" (2002, str. 244–5). Koristeći ovaj indeks, Florida ocjenjuje i rangira gradove u smislu inovativnih visokotehnoloških centara, pri čemu je San Francisco najbolje rangiran (2002.).
Florida i drugi pronašli su snažnu korelaciju između onih gradova i država koji pružaju tolerantniju atmosferu prema kulturno nekonvencionalnim ljudima, kao što su homoseksualci, umjetnici i glazbenici (kao na primjer Floridovom "Gay Indexa" i "Bohemian Indexa" razvijenog u The Rise of Creative Class), te broj radnika kreativne klase koji ondje žive i kreću se (2002.).
Istraživanje koje uključuje sklonosti i vrijednosti ove nove socioekonomske klase pokazalo je da se više ne može predvidjeti gdje ljudi odluče živjeti prema konvencionalnim industrijskim teorijama (kao što je "ljudi će otići tamo gdje su poslovi/tvornice"). Kreativni radnici više nisu vezani fizičkim proizvodima, već rade s intelektualnim proizvodima. Njihova migracija u metropolitanska urbana područja gdje je kreativan rad moguć više je zbog privlačnosti slobodnog života i zajednice nego zbog stvarnog posla. Kreativna klasa radi na globalizaciji progresivnih i inovativnih ideja i proizvoda, može se smatrati da cijene lokalnu zajednicu i lokalnu autonomiju. Sociolozi i teoretičari urbanizma primijetili su postupnu i široku promjenu vrijednosti tijekom prošlog desetljeća. Kreativni radnici traže kulturnu, društvenu i tehnološku klimu u kojoj osjećaju da najbolje mogu "biti ono što jesu".
"Glavna pretpostavka na kojoj se temelji ovaj pristup je da kreativni radnici potražuju kreativne izlaze u svim aspektima svojih života i stoga migriraju u gradove koji aktivno podržavaju njihov preferirani životni stil" (Donegan et al., 2008., str. 181).
Svake godine Florida i Institut Martin Prosperity objavljuju Indeks globalne kreativnosti, međunarodnu studiju nacija, rangirajući zemlje prema 3T elementa ekonomskog razvoja - talentu, tehnologiji i toleranciji. „GCI je široka mjera za napredni ekonomski rast i održivi prosperitet koji se temelji na 3T-a ekonomskog razvoja – talentu, tehnologiji i toleranciji. Ocjenjuje i rangira 139 nacija diljem svijeta po svakoj od ovih dimenzija i po našoj ukupnoj mjeri kreativnosti i prosperiteta" (Florida et al., 2015.). GCI uzima u obzir raznolikost geografskih lokacija ističući njihovu otvorenost kao sredstvo napredovanja progresivnih ideja. „Tolerancija i otvorenost prema različitosti sastavni su dio širokog kulturnog pomaka prema postmaterijalističkim vrijednostima... Tolerancija—ili, šire govoreći, otvorenost prema različitostima—osigurava dodatni izvor ekonomske prednosti koja radi zajedno s tehnologijom i talentom” (Florida, 2012., str. 233). Raznolikost omogućuje ovim lokacijama da privuku kreativne pojedince i stoga potaknu gospodarski rast. Nalazi GCI-ja za 2015. mjerili su kreativnost i prosperitet 139 zemalja. Australija je rangirana kao broj jedan na GCI 2015.
Udio bruto nacionalnog proizvoda koji se troši na istraživanje i razvoj stalno raste na svjetskoj razini. Kreativne aktivnosti rastu velikom brzinom u većini naprednih zemalja. Stoga oko 60% proizvoda koji će se prodavati 2030. godine još uvijek ne postoje. Repetitivni radovi se robotiziraju. Cijeli svijet postaje "Kreativno društvo".

## Životni stil
Raznoliki i pojedinačni životni stilovi u kojima uživa kreativna klasa uključuju aktivno sudjelovanje u raznim iskustvenim aktivnostima. Florida (2002.) koristi izraz "Street Level Culture" za definiranje ove vrste stimulacije. Kultura na razini ulice može uključivati "prepunu mješavinu kafića, glazbenika na pločniku i malih galerija i bistroa, gdje je teško povući granicu između sudionika i promatrača, ili između kreativnosti i njezinih kreatora" (str. 166). Članovi kreativne klase uživaju u širokom spektru aktivnosti (npr. putovanja, kupovina antikviteta, vožnja bicikla i trčanje) koje naglašavaju kolektivni interes da budu sudionici, a ne gledatelji (Florida, 2002.).

## Kritike
Brojne studije pronašle su pogreške u logici ili empirijskim tvrdnjama Floridove teorije kreativne klase. Ova skupina kritičkih empirijskih istraživanja pokazuje kako teza o kreativnoj klasi i s njom povezani recepti politike kreativnog grada zapravo pogoršavaju društvene i ekonomske nejednakosti u gradovima u Sjevernoj Americi,  Europa, Australija, i Azija. Jamie Peck tvrdi da teorija kreativne klase ne nudi uzročni mehanizam i da pati od kružne logike. John Montgomery piše da je "ono što je Florida osmislio skup indeksa koji jednostavno odražavaju temeljnije istine o kreativnim sredinama ili dinamičnim gradovima." Montgomery se također ne slaže s gradovima koje Florida označava kao najkreativnije, pišući da bi London, a ne Manchester i Leicester, trebao biti jedan od najboljih u Ujedinjenom Kraljevstvu. Kritiku istraživanja i teorijskog okvira Floride razvio je Matteo Pasquinelli (2006.) u kontekst talijanskog Operaisma.

### Statistički indeksi i sastav
Znanstvenici u disciplinama kao što su ekonomija, geografija, sociologija i srodne društvene znanosti osporili su Floridov koncepciju "kreativne klase", osobito zbog percipirane nejasnoće koncepta i nedostatka analitičke preciznosti. Niz studija otkrilo je probleme sa statističkim indeksima Floride. Hoyman i Faricy, koristeći vlastite indekse Floride, ne nalaze statističke dokaze da su gradovi s većim udjelom radnika kreativne klase povezani s bilo kojom vrstom gospodarskog rasta od 1990. do 2004. godine. Korištenjem metropolitanskih područja kao jedinice analize, zanemaruje se visok stupanj socio-prostornih varijacija u metropolitanskoj regiji. Studije i popularna izvješća dovode u pitanje postoji li veća vjerojatnost da će kreativna klasa živjeti u homogenoj periferiji predgrađa niske gustoće naseljenosti.
Društveni znanstvenici ujedno su također identificirali probleme s profesionalnim sastavom kreativne klase. Ekonomski geograf Stefan Kratke osporava uključivanje financijskih stručnjaka i stručnjaka za nekretnine u kreativnu klasu iz dva razloga: 1) ti su pojedinci odigrali odlučujuću ulogu kao "klasa trgovaca" u financijskoj krizi 2007. i stoga se ne mogu smatrati osnovom za održivi urbani i regionalni ekonomski rast;  i 2) financijska industrija i industrija nekretnina (osobito u gradovima sa sjedištima) su ekonomski značajni regionalni/urbani igrači samo zato što su u velikoj mjeri "ovisni o priljevu bogatstva stvorenog proizvodnim aktivnostima u drugim regijama." Štoviše, Kratke tvrdi da "politička klasa" također nije prikladna za uključivanje u kreativnu klasu, budući da je, u mnogim slučajevima, upletena u neoliberalnu financijsku deregulaciju i uspon vrlo nestabilnih režima urbanog i regionalnog rasta vidljivo kroz mjehuriće nekretnina diljem Sjedinjenih Država i u drugim zemljama. U "Urbani razvoj i politika kreativne klase", Ann Markusen tvrdi da radnici kvalificirani kao pripadnici kreativne klase nemaju koncept grupnog identiteta, niti se bave zanimanjima koja su inherentno kreativna. Markusen također primjećuje da se definicija kreativne klase uglavnom temelji na obrazovnom postignuću, sugerirajući da floridski indeksi postaju beznačajni nakon kontrole obrazovanja.Markusen tvrdi da Florida "čini se da ne razumije prirodu statistike zanimanja koju koristi" i poziva da se glavne skupine zanimanja raščlane. On dovodi u pitanje uključivanje određenih zanimanja unutar ovih širokih kategorija kao što su ispravljači zahtjeva, pogrebnici, poreznici, ali tvrdi da "ova zanimanja doista mogu biti kreativna, ali isto tako su i piloti aviona, brodostrojari, mlinari, i krojači – svi oni su nekreativni po Floridi.” Štoviše, postavlja se pitanje može li se ljudska kreativnost poistovjetiti s obrazovanjem budući da "ljudi na svim razinama obrazovanja pokazuju značajnu inventivnost."

### Ekonomski rast
Istraživanja pokazuju da se gospodarski rast doživljava kada se uzme u obzir značaj znanstveno/tehnoloških i umjetničkih kreativnih radnika, ali ovaj zaključak na makro razini može se izvući bez Floridove teorije kreativne klase, koja daje više "afirmaciju suvremenih klasnih odnosa". Drugi su znanstvenici kritizirali samu osnovu Floridove definicije "kreativnosti" za koju mnogi tvrde da je shvaćena usko i da se cijeni samo zbog potencijala za financijski i gospodarski rast. Studije su previše dovele u pitanje argument Floride da radna mjesta i gospodarski rast slijede kreativnu klasu, a dovedeni su u pitanje obrasci migracije kreativne klase. Umjesto da potvrdi kauzalnu logiku Floride da će privlačenje kreativne klase dovesti do gospodarskog rasta, empirijsko istraživanje pokazuje da uspješne regije privlače i održavaju ljudski kapital.
Teza o kreativnoj klasi – i sam Richard Florida – kritizirani su zbog onoga što se čini kao promjena u Floridovoj prognozi za bolesne američke gradove Rust Belta. Gradovi su tako brzo i s entuzijazmom prihvatili poruku Floride jer je tvrdio da svaki grad ima potencijal postati živahan, kreativan grad s pravim infrastrukturnim ulaganjima, politikama i konzultantskim savjetima. Članak iz 2009., "The Ruse of the Creative Class", propituje skupe govorničke angažmane Floride u teškim industrijskim gradovima u kojima je nudio optimistične prognoze — i njegove novije izjave da mnogi američki gradovi možda nikada neće biti spašeni u nakon velike recesije. Teza o kreativnoj klasi također je izazvala kritike zbog oslanjanja na razvoj imovine u središtu grada, gentrifikaciju i urbana tržišta rada koja se oslanjaju na niskoplaćene uslužne radnike, osobito u ugostiteljskoj industriji. Florida je pozvao na povećanje plaća uslužnih radnika.

### Otpor na bazi
Creative Class Struggle, kolektiv koji se nalazi sa sjedištem u Torontu, iznijela je ove kritike izvan akademskih krugova, dovodeći u pitanje Floridove teorije kreativne klase, kao i njihovo široko usvajanje u urbanoj politici. Grupa upravlja internetskom klirinškom kućom za informacije o kreativnim gradskim strategijama i politikama, izdaje bilten i druge materijale te radi na uključivanju medija i javnosti u kritičku raspravu. U lipnju 2009. Creative Class Struggle i umjetnički časopis Fuse organizirali su javnu tribinu u Torontu na kojoj su raspravljali o ovim pitanjima.